# スン・ソヴァンナリス
スン・ソヴァンナリス（Sun Sovannarith、1985年2月11日 - ）は、カンボジアの元サッカー選手。元カンボジア代表。現役時代のポジションはDF。

## タイトル

### クラブ
プノンペン・クラウン
- カンボジア・リーグ:2011
- AFCプレジデンツカップ:

準優勝: 2011
ナガコープFC
- カンボジア・リーグ: 2009
- フン・セン・カップ: 2013

ボーウング・ケット・アンコール
- カンボジア・リーグ: 2017

## 個人成績
代表での得点
| #  | 日附           | 場所                               | 対戦相手     | 得点 | 結果 | 大会                 |
| -- | -------------- | ---------------------------------- | ------------ | ---- | ---- | -------------------- |
| 1. | 2008年10月17日 | プノンペン・オリンピックスタジアム | ラオス       | 3–1  | 3–2  | 2008 AFFスズキカップ |
| 2. | 2008年10月19日 | プノンペン・オリンピックスタジアム | 東ティモール | 2–2  | 2–2  | 2008 AFFスズキカップ |